# Zdenka Braunerová
Zdislava Rosalina Augusta Braunerová, llamada Zdenka (Praga, 9 de abril de 1858 - Praga, 23 de mayo de 1934) fue una pintora paisajista, ilustradora y artista gráfica checa, cuyo trabajo estuvo influenciado por su conexión con París. Fue la primera mujer miembro de la Unión de Bellas Artes de Mánes y mecenas de muchos otros artistas checos.

## Biografía
Nació en una familia adinerada. Su padre era František August Brauner, miembro del Consejo Imperial Austriaco. Desarrolló su interés por el arte gracias a su madre, Augusta, quien era pintora aficionada. Destacados escritores y artistas eran invitados habituales en su casa. A medida que su talento se hizo evidente, comenzó a recibir lecciones de Amalie Mánesová. Más tarde, estudió con Soběslav Pinkas.
Todo esto se sumaba a su educación ordinaria, y sus padres se sorprendieron cuando les comunicó que había decidido dedicarse a la pintura como profesión, pero no pudieron disuadirla. En parte, esta decisión puede haber sido motivada por su encuentro con Antonín Chittussi, un joven pintor al que le uniría una larga amistad, al borde del romance. Sin embargo, la relación se enfrió hacia el final de la vida de Chittussi, al igual que una con Julius Zeyer, que era diecisiete años mayor que ella. Más tarde, un matrimonio planeado con Vilém Mrštík fue cancelado en el último minuto.

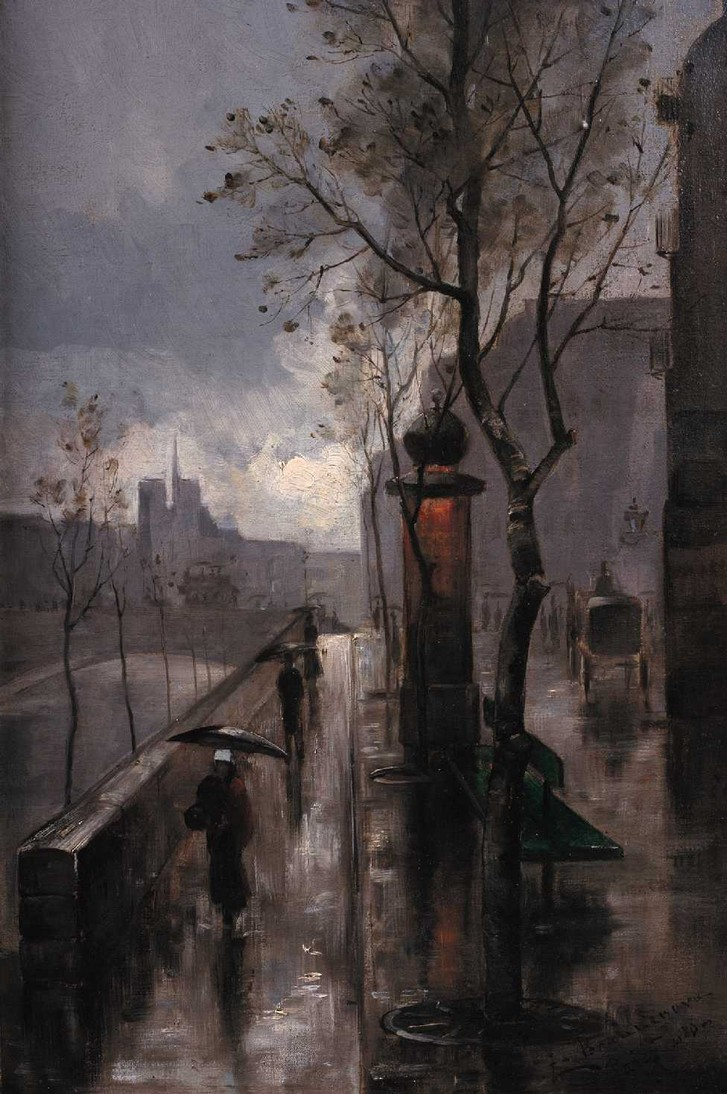
En París (1886)

### La influencia de París
Una gran inspiración para su arte fue París, donde pasó parte de cada año desde 1881 hasta 1893, y los pintores de la escuela de Barbizon. Su futuro cuñado, Élémir Bourges, le sirvió de guía y le presentó a muchas figuras literarias como Maurice Maeterlinck y Anatole France. Mientras estuvo allí, también asistió a la Académie Colarossi y expuso con frecuencia; en París en el Salón de París y en Praga en el Rudolfinum. Sin embargo, a lo largo de todos estos años, nunca abandonó su vínculo con su tierra natal, participando a menudo en actuaciones en las que bailaba con trajes checos y cantaba canciones populares. De hecho, consideró convertirse en cantante antes de dedicarse al arte. En 1896, se convirtió en la primera mujer miembro de la Unión de Bellas Artes de Mánes, pero aparentemente fue expulsada en 1906. 
Más adelante abrió un estudio en Roztoky y, en 1902, invitó a Auguste Rodin a visitar Bohemia y Moravia. En 1909, desarrolló una estrecha amistad con Paul Claudel, que era cónsul francés en Praga. También tuvo un último romance, probablemente platónico, con el escritor Miloš Martin. Él era veinticinco años más joven y su familia estaba escandalizada, pero murió en 1917 por las heridas sufridas en la Primera Guerra Mundial. Roztoky sería su hogar por el resto de su vida, y se inspiraría en la gente del campo y paisajes, manteniendo un diario detallado y una serie de cuadernos de bocetos. Continuó exponiendo hasta 1932 y murió mientras se encontraba en la casa de su familia en Praga.
Además de su pintura, también fue grabadora, diseñadora de libros y grabadora de vidrio. Durante muchos años, se involucró en la prevención de la destrucción de Staré Město (la parte medieval de Praga) y Josefov (el antiguo gueto judío). Como parte de ello, creó una serie de grabados que representan el área. Muchos artistas más jóvenes, como František Bílek, Jan Zrzavý y Joža Uprka, recibieron apoyo financiero de ella.

## Cuadros seleccionados

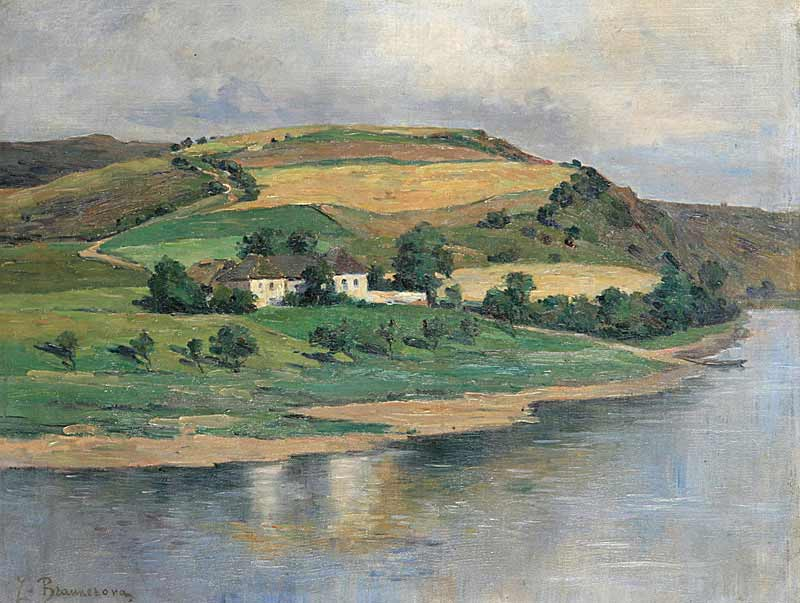
Una curva en el Moldava
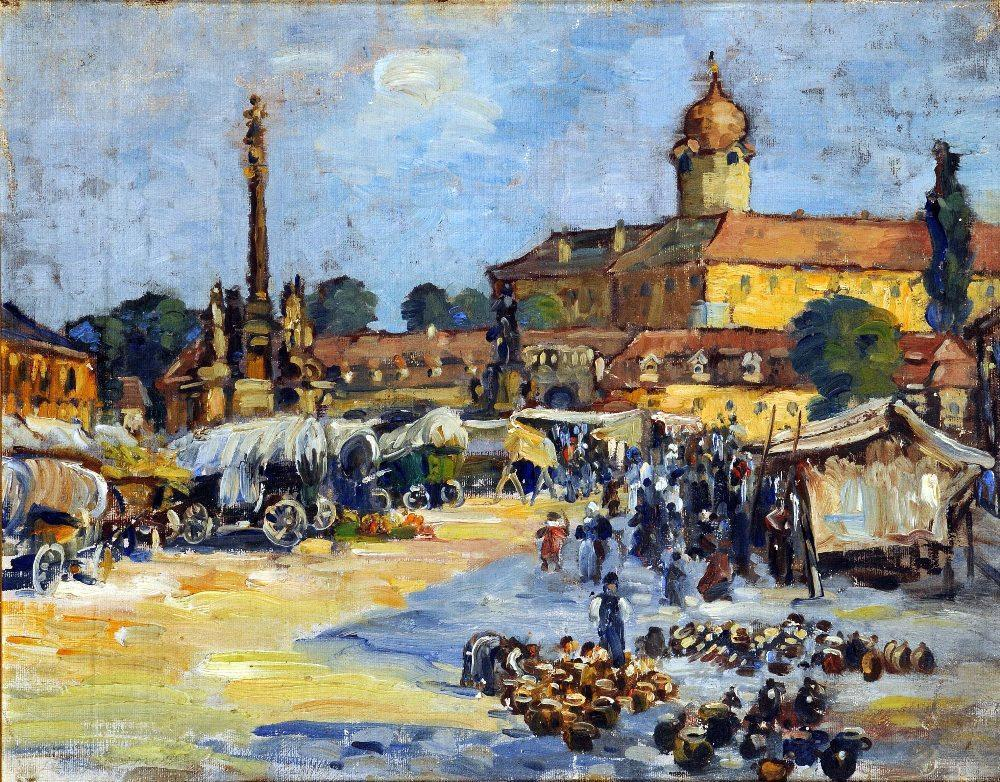
Plaza del mercado de la ciudad con figuras
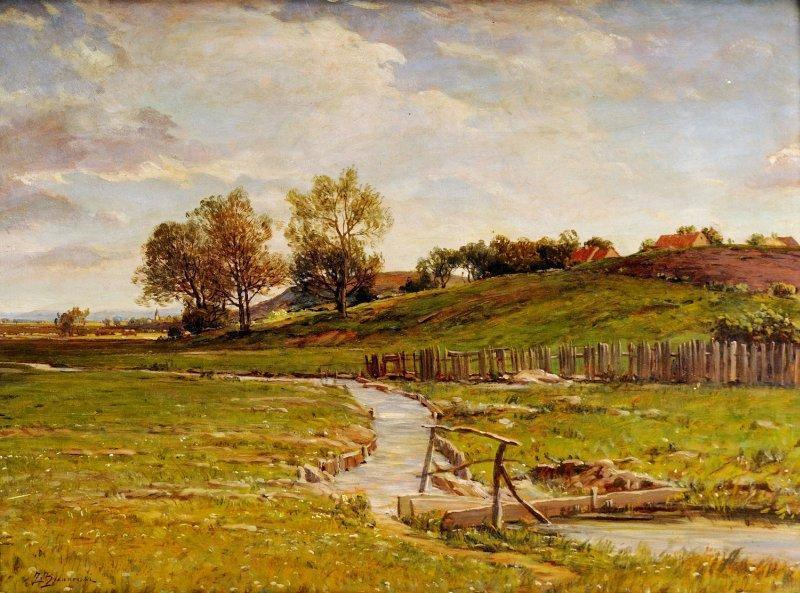
Paisaje con arroyo

## Otras lecturas
- Miloslav Vlk, Zdenka Braunerová (1858-1934), Středočeské muzeum, 2004 ISBN 80-239-2818-X
- František Kožík, La historia de la vida de la pintora Zdenka Braunerová y las personas que la rodean, una novela biográfica en dos partes:
  - Na křídle větrného mlýna (En el ala del molino de viento), Edice Klíč, 1989 ISBN 80-202-0057-6
  - Neklidné babí léto (Gasa inquieta), Edice Klíč, 1990 ISBN 80-202-0063-0
- Milena Lenderová, Zdenka Braunerová, Mladá fronta, Praga 2000 ISBN 80-204-0868-1
- Prokop H. Toman, Zdenka Braunerová - Popisný seznam grafického díla (Lista descriptiva de obras gráficas), Státní nakladatelství krásné literatury an umění, Praga, 1963